# Къща на Менандер
Къщата на Менандер (на италиански: Casa del Menandro, I 10, 4) e градска къща, голяма почти 1800 m², в Помпей, Италия. Разкопана е през 1926–1932 г. Тя е на заможна фамилия в Помпей. Наречена е на намерената в нея картина на гръцкия поет Менандер.
Най-старата част от къщата е построеният около 250 пр.н.е. атриум. След около 100 години по-късно къщата е модернизирана.
Името на последния собственик на къщата е Квинт Попей (Quintus Poppaeus). Неговото име е намерено на бронзов печат в частта за прислужниците.

## Съкровище
В един коридор под малкия атриум на къщата е намерено съкровище от 118 сребърни съдове, които по време на реновиране са държани в дървен сандък. В същия сандък са намерени също златни накити и монети на стойност 1432 сестерции.